# Anton Nordmark
Johan Anton Nordmark, född 7 september 1857 i Luleå, död 11 oktober 1933 i Nederkalix socken, var en svensk präst.
Nordmark var son till handlanden Karl Nordmark och Milly Lundberg samt sonsons son till prosten Isak Nordmark i Luleå. Efter läroverksstudier i Luleå blev han student vid Uppsala universitet höstterminen 1877 och efter avlagda teologiska examina prästvigdes han Härnösand i september 1882. Hans första missiv var som pastorsadjunkt i Råneå församling, där han blev vice pastor 1 januari 1883. Perioden 25 april 1883 – 1 juli 1884 var han vice pastor i Överkalix församling men blev därefter adjunkt i hemstaden Luleå. Samtidigt vikarierade han som adjunkt vid Luleå högre allmänna läroverk läsåret 1884–1885 men blev vikarierande komminister i Luleå 30 september 1885 – 30 april 1888. Nordmark tjänstgjorde även som predikant vid Länsfängelset i Luleå 11 juli 1884 – 30 juni 1888. I oktober 1885 utnämndes han till komminister i Överkalix församling med tillträde 1 maj 1888 och i augusti 1892 till kyrkoherde i samma församling med omedelbart tillträde. I september 1908 fick han kyrkoherdetjänsten i Nederkalix församling, där han tillträdde 1909 och blev emeritus 1 maj 1933, några månader före sin bortgång. Nordmark var den förste kyrkoherden i den delade Nederkalix församling, då västra och delvis norra delen av församlingen hade avskilts och bildat Töre församling med Leo Ekmark som kyrkoherde från 1914. 
I teologiskt avseende och med hänsyn till sin sociala bakgrund hade Nordmark inga ursprungliga band till lågkyrklighet men han kom under sin ämbetstid i Kalixsocknarna att samarbeta väl med den læstadianska väckelserörelsens representanter. 
Nordmark blev landstingsman i Norrbottens läns landsting 1893. Han tilldelades Vasaorden 1915.
Nordmark gifte sig 1885 med Jenny Björlingson, som var dotter till handlanden och sågverksägaren Nils Björlingson och Maria Björk i Överkalix. Bland makarnas barn märks bankokommissarien Harry Nordmark i Saltsjöbaden, skolköksläraren Maja Nordmark, lasarettsläkaren Teofil Nordmark, kyrkoherden Martin Nordmark, postexpeditören Daniel Nordmark, ingenjören Anton Nordmark i Chicago och byrådirektören Gunnar Nordmark i Stockholm.